# Iselín Ovejero
Iselín Santos Ovejero Maya (Las Catitas, 16 ottobre 1945) è un ex calciatore argentino, di ruolo difensore.

## Biografia
Ovejero nacque a Las Catitas, nel Dipartimento di Santa Rosa, a 85 chilometri da Mendoza.
I suoi genitori si trasferirono in città e abitò in un quartiere del dipartimento di Guaymallén, nella via Cañadita Alegre. Per motivi di lavoro, la famiglia si spostava spesso tra San Juan e Mendoza. 
Prima di diventare un calciatore, lavorò nelle aziende agricole dei suoi familiari.
Si sposò con una donna di nome María Dolores da cui ebbe due figli, Iselín Abel e Gabriela Marina.
Nel corso degli anni ebbe una grande amicizia con Alfredo Di Stéfano.

## Carriera

### Giocatore

#### Club

##### Argentina
A Mendoza, Ovejero iniziò a giocare a calcio in una squadra giovanile chiamata Murialdo, facente parte di un omonimo istituto religioso locale.
Nel 1962 Ovejero viene ingaggiato dal Vélez Sarsfield di Buenos Aires, segnalato Mario Nogara, calciatore mendocino del Vélez.
Nel 1968 il Vélez vinse il primo campionato argentino della sua storia. Alla fine della stagione la squadra era in testa a pari punti (22) con il River Plate e il Racing Club, dovettero disputare un triangolare come spareggio, che venne vinto dal Vélez.
Durante una partita giocata in trasferta contro il Gimnasia La Plata, il portiere del Vélez José Miguel Marín venne espulso e Ovejero prese il suo posto tra i pali, parando anche un rigore a Delio Onnis.

##### Spagna
Nel 1969 passò all'Atlético Madrid, nella massima serie spagnola. Arrivò come sostituto di un altro difensore argentino, Jorge Griffa, bandiera dei colchoneros che aveva lasciato il club dopo 10 anni di militanza. 
L'Atlético incontro l'Estudiantes de La Plata in un torneo amichevole a Cadice, Víctor Martínez, segretario tecnico della squadra spagnola, chiese all'allenatore dell'Estudiantes, Osvaldo Zubeldía, se vi fosse in Argentina un "nuovo Griffa". A causa delle limitazioni sul tesseramento di giocatori stranieri, l'Atlético stava cercando un giocatore con passaporto spagnolo. Zubeldía consigliò Ovejero, il cui cognome rivelava anche possibili origini spagnole.
A causa di problemi legati ai suoi documenti e al suo trasferimento dall'Argentina, Ovejero non poté debuttare prima della tredicesima giornata di campionato, il 7 dicembre, contro l'Athletic Club di Bilbao. Era uno scontro diretto tra l'Atlético Madrid che era primo, e i baschi che si trovavano in seconda posizione. Nel corso delle settimane era anche cresciuta l'attesa dei tifosi, che aspettavano di vederlo esordire. Ovejero giocò bene e l'Atlético vinse 2-1. La prima stagione si concluse con la vittoria della Liga. Il 30 settembre 1970 debuttò in Coppa dei Campioni, in trasferta contro l'Austria Vienna, subentrando negli ultimi 5 minuti di gioco. Il 21 ottobre arrivò la prima presenza europea da titolare, in trasferta a Cagliari.
Il 12 marzo 1972 segnò il suo primo gol con l'Atlético, in una partita di campionato pareggiata in casa del Siviglia per 3-3.
Nella stagione 1971-1972 vinse la Coppa di Spagna, e nella stagione successiva conquistò il campionato per la seconda volta, realizzando anche due gol.
Nel 1974 l'Atlético raggiunse la Finale della Coppa dei Campioni 1973-1974, persa contro il Bayern Monaco e ricordata poiché per assegnare il titolo fu necessaria una ripetizione, in quanto la prima partita terminò in parità anche dopo i tempi supplementari, e all'epoca non erano previsti i tiri di rigore. Tuttavia, in quella finale Ovejero non fu disponibile per un infortunio muscolare.
Durante la sua militanza all'Atlético Madrid viene soprannominato "El Cacique del área".
Nel 1974 passò al Real Saragozza, sempre in Primera División spagnola. In una prestigiosa amichevole estiva contro il Santos, alla Romareda, per salvare un tirò di Pelé, Ovejero intervenne in rovesciata sulla linea, andando a sbattere contro il palo, abbattendo la porta e restando intrappolato dentro la rete. Questo curioso episodio verrà ricordato a distanza di anni.
Esordì l'11 settembre 1974 in Coppa UEFA in trasferta contro il Vitoria Setúbal. Il 15 settembre debuttò anche in campionato contro il Valencia. La squadra aragonese terminò il campionato al secondo posto, alle spalle del Real Madrid (miglior piazzamento in campionato nella storia del club).
Nella stagione 1975-1976 disputò solo 5 partite. Ebbe dei problemi a causa dei suoi documenti, in quanto oriundo, successivamente si dimostrò che non c'era nessuna irregolarità. Il Real Saragozza arrivò in finale di Coppa di Spagna contro l'Atlético Madrid, ex squadra di Ovejero. Il difensore argentino non poté giocare a causa di un infortunio subito in allenamento nella settimana prima della partita. la squadra aragonese venne sconfitta 1-0.
Nel 1976 si trasferì in Catalogna. Passò prima al Terrassa Futbol Club, squadra della Segunda División, dove giocò una sola stagione, collezionando 29 presenze e tre reti, successivamente al Sant Andreu, in Tercera División, dove militò nella stagione 1977-1978, prima di ritirarsi.

#### Nazionale
Per un infortunio non poté disputare la Coppa del Mondo del 1966 in Inghilterra. 
Disputò il Campeonato Sudamericano de Football 1967, in Uruguay, fu l'ultima edizione prima dell'avvento della moderna Copa América.

#### Allenatore
Dopo il ritiro continuò a lavorare per l'Atlético Madrid, inizialmente come osservatore e preparatore delle giovanili.
Nella stagione 1990-1991 allena la prima squadra, solo per la prima giornata di campionato, pareggiata per 1-1 in casa del Valencia. Dopo quella partita viene ingaggiato come allenatore il croato Tomislav Ivić. A fine stagione, Ivić viene esonerato, così Ovejero dirige l'Atlético nella vittoriosa finale di Coppa di Spagna, vinta per 1-0 contro il Maiorca, con una rete di Alfredo Santaelena nei tempi supplementari.
Nel 1993 si sedette sulla panchina dei colchoneros come "traghettatore" in due occasioni, alla ventunesima e alla ventiquattresima giornata di campionato, ottenendo due vittorie contro Espanyol e Real Burgos.
Nella stagione 1993-1994, ricoprì nuovamente l'incarico di allenatore per quattro giornate, dalla ventiseiesima alla ventinovesima, subentrando a José Luis Romero. Dopo tre sconfitte e un pareggio, fu sostituito a sua volta da Roberto D'Alessandro.

## Palmarès

### Giocatore
- Campionato argentino: 1

Vélez Sársfield: Nacional 1968
- Campionato spagnolo: 2

Atlético Madrid: 1969-1970, 1972-1973
- Coppa di Spagna: 1

Atlético Madrid: 1971-1972

### Allenatore
- Coppa di Spagna: 1

Atlético Madrid: 1990-1991